# Nesmith Cougar
O Nesmith Cougar é um avião leve que foi desenvolvido nos Estados Unidos nos anos de 1950 e comercializado para homebuilting - construção caseira.

## Desenvolvimento
O design, feito por Robert Nesmith, é convencional com asas altas, montantes de sustentação diagonais monoplano, com trem de pouso fixo. O piloto e o único passageiro sentam-se lado a lado. A fuselagem e a empenagem são tubulares em aço, com as asas sendo de madeira, e coberta com lona. Alguns modelos posteriores tinham trem de pouso em configuração triciclo.
O design do Cougar original foi comercializado pelo próprio Nesmith. Ele intencionou a comercialização de um avião de baixo custo para construtores caseiros. Ele também usou a aeronave como um projeto para jovens com problemas e incentivar os adolescentes a trabalharem juntos em direção a um objetivo. Quando um Cougar modificado venceu a competição de design da Experimental Aircraft Association (EAA) em 1963, ela assumiu os planos da aeronave para venda.
Os direitos para o design foram eventualmente comprados pela Acro Sport.
O aspecto da aeronave foi influenciado pelo Beechcraft Model 17 Staggerwing e Wittman Tailwind. O nome vem do mascote da faculdade da filha de Nesmith, o Cougar da Universidade de Houston.

## Variantes
Nesmith M1 Cougar
Design original para construção caseira. Motorizado por um Lycoming de 108 hp (80,5 kW).
Nesmith Cougar Comet
Cougar modificado com um motor Lycoming O-290D de 125 hp (93,2 kW).
Nesmith Chigger & Landoll's Skydoll
Um exemplar construído com asas dobráveis e trem de pouso como os do modelo Culver Cadet, chamado de "Chigger". Outro exemplar foi construído com asas dobráveis e controle de trava automático, estes dois exemplares eram capazes de serem levados em reboques e puxados por veículos em estrada.